# 拿紹島 (庫克群島)

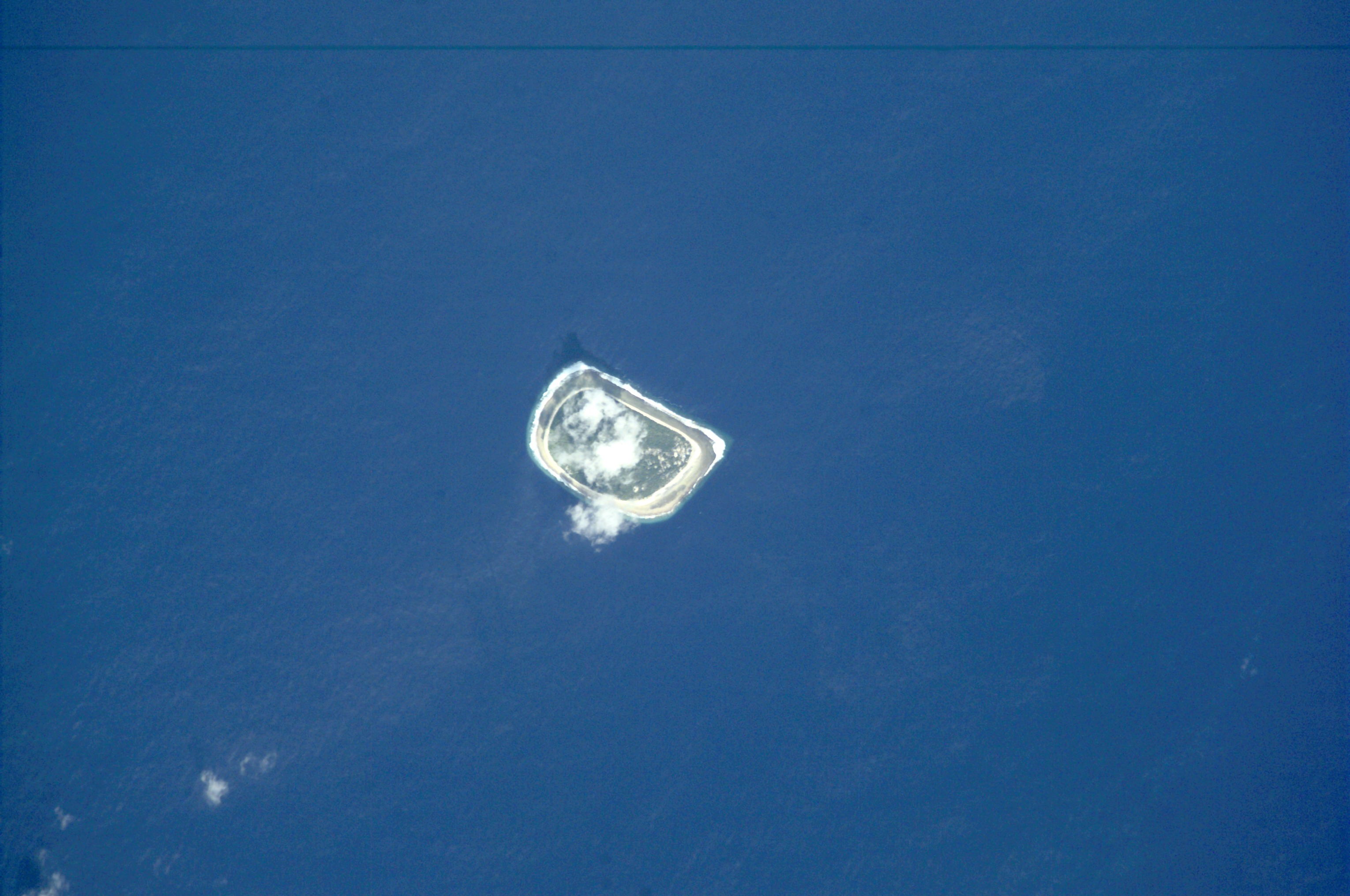

拿紹島（Nassau）是庫克群島北部的一個島嶼，距離庫克群島首都所在地拉羅湯加島大約有1,246公里（774英里）。該島無法通過空路到達，只能通過水路抵達。拿紹達的海平面高度只有9公尺，是一個珊瑚島。

## 外部連結
- Information and pictures （页面存档备份，存于）